# Gymnocarpos decandrus
Gymnocarpos decandrus är en nejlikväxtart som beskrevs av Forsskal. Gymnocarpos decandrus ingår i släktet Gymnocarpos och familjen nejlikväxter. Inga underarter finns listade i Catalogue of Life.

## Bildgalleri

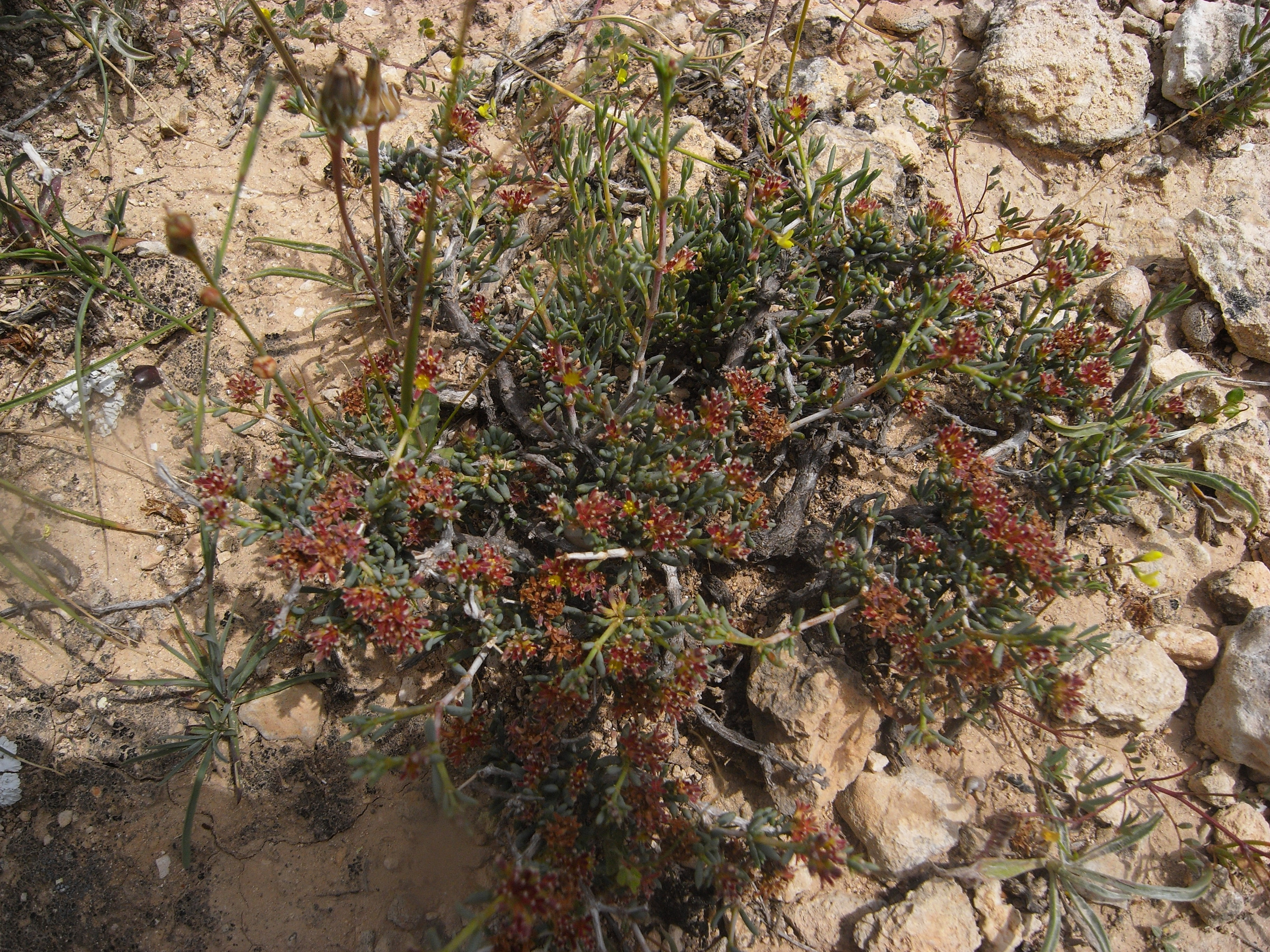
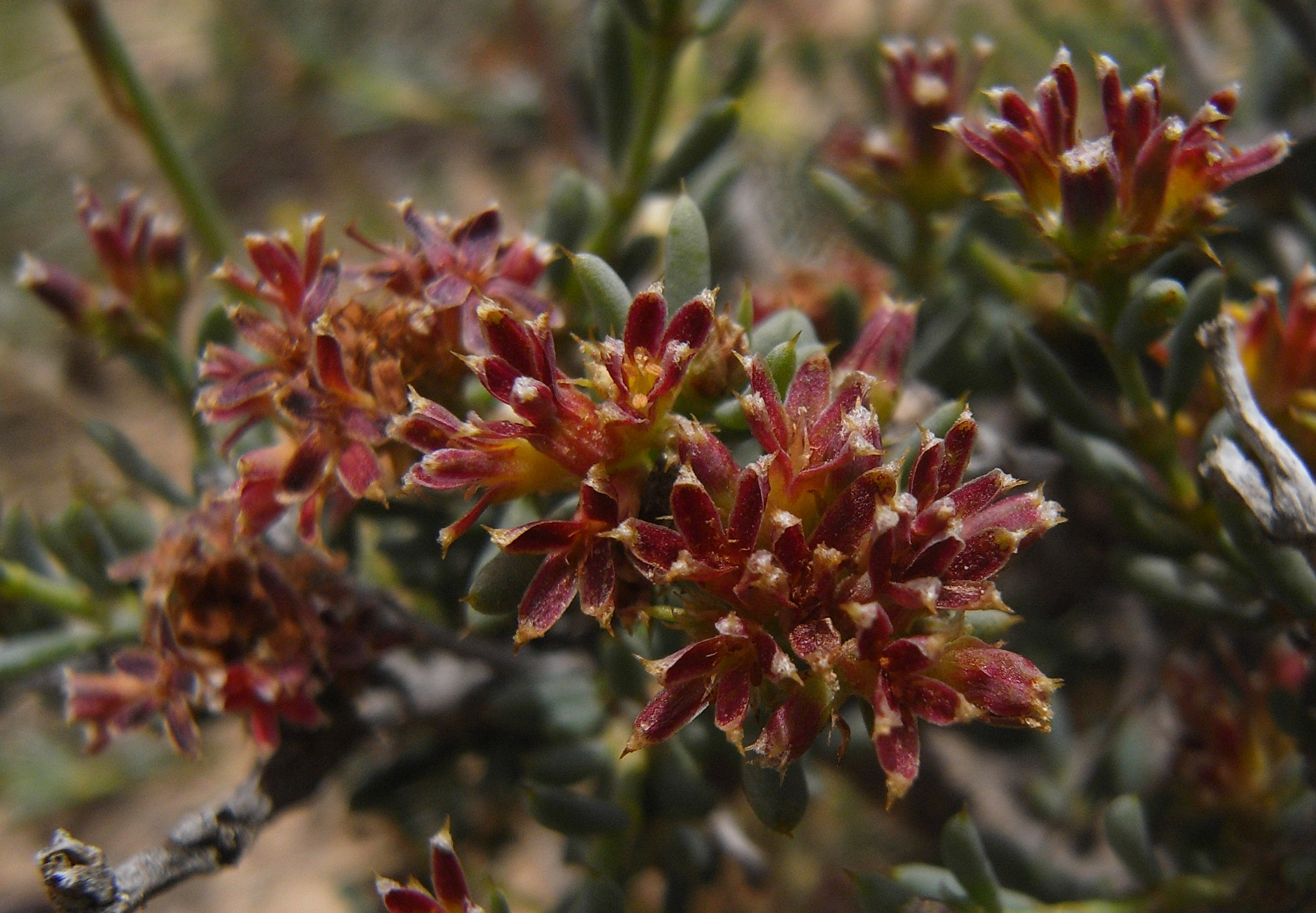